# Lina Sastri
Lina Sastri, née le 17 novembre 1953 à Naples, est une actrice et chanteuse italienne. Elle débute comme actrice, jouant pour le théâtre puis la télévision et le cinéma avant de devenir chanteuse à la fin des années 1980 en parallèle à sa carrière d’actrice.

## Biographie
Elle débute comme actrice au théâtre ou elle rencontre le metteur en scène et acteur Eduardo De Filippo qui lui offre son premier rôle d’importance à la télévision en 1977. Elle débute la même année au cinéma dans le film L'Affaire Mori (Il prefetto di ferro) de Pasquale Squitieri. Sa carrière d’actrice prend de l’ampleur et elle joue alors plusieurs rôles d’importances au cinéma et à la télévision. Elle remporte le prix David di Donatello de la meilleure actrice et le Ruban d'argent de la meilleure actrice en 1984 pour son rôle dans le film Mi manda Picone de Nanni Loy et récidive l’année suivante en remportant un second prix David di Donatello pour le film Segreti segreti de Giuseppe Bertolucci. Forte de son succès au cinéma, elle débute dans la chanson à la fin des années 1980 en parallèle à sa carrière d’actrice.
Au cours des années 1990, elle alterne entre le cinéma (Remake, Rome ville ouverte, Le Jour du chien, Li chiamarono... briganti!), la télévision (David), le théâtre et la chanson. Elle participe au Festival de Sanremo en 1992 et sort par la suite plusieurs albums. Moins présente au cinéma au cours des années 2000 ou elle joue peu de rôles principaux (Baarìa...), elle se consacre à la musique, au théâtre et aux comédies musicales en Italie.
En 2020 elle participe à la 15e saison de l'émission Ballando con le stelle.

## Filmographie

### Au cinéma
- 1977 : L'Affaire Mori (Il prefetto di ferro) de Pasquale Squitieri
- 1978 : Ecce Bombo de Nanni Moretti
- 1980 : Café express de Nanni Loy
- 1983 : La vela incantata de Gianfranco Mingozzi
- 1983 : Le Choix des seigneurs (I Paladini - storia d'armi e d'amori) de Giacomo Battiato
- 1984 : Mi manda Picone de Nanni Loy
- 1985 : La donna delle meraviglie d’Alberto Bevilacqua
- 1985 : Segreti segreti de Giuseppe Bertolucci
- 1986 : L'Enquête (L'Inchiesta) de Damiano Damiani
- 1987 : Strana la vita de Giuseppe Bertolucci
- 1987 : Le lunghe ombre de Gianfranco Mingozzi
- 1988 : La posta in gioco, regia di Sergio Nasca
- 1989 : Gioco di società de Nanni Loy
- 1989 : Luisa, Carla, Lorenza e... le affettuose lontananze de Sergio Rossi
- 1989 : Légers quiproquos (Piccoli equivoci) de Ricky Tognazzi
- 1989 : La famiglia Buonanotte de Carlo Liconti
- 1995 : Remake, Rome ville ouverte (Celluloide) de Carlo Lizzani
- 1996 : Le Jour du chien (Vite strozzate) de Ricky Tognazzi
- 1999 : Li chiamarono... briganti! de Pasquale Squitieri
- 1999 : Le ali di Katja de Lars Hesselholdt
- 2002 : Giovani de Luca Mazzieri et Marco Mazzieri
- 2007 : Lascia perdere, Johnny! de Fabrizio Bentivoglio
- 2008 : K. Il bandito de Martin Donovan
- 2009 : Baarìa de Giuseppe Tornatore
- 2010 : Passione de John Turturro
- 2012 : Poker Generation de Gianluca Mingotto
- 2012 : To Rome with Love de Woody Allen
- 2016 : Prigioniero della mia libertà (it) de Rosario Errico

### À la télévision
- 1975 : Na Santarella d’Eduardo De Filippo
- 1976 : L'assassinio di Federico Garcia Lorca d’Alessandro Cane
- 1977 : Gli ultimi tre giorni de Gianfranco Mingozzi
- 1977 : Natale in casa Cupiello d’Eduardo De Filippo
- 1978 : Dopo un lungo silenzio de Piero Schivazappa
- 1981 : Vita di Antonio Gramsci de Raffaele Maiello
- 1981 : Anna Kuliscioff de Roberto Guicciardini
- 1983 : Le ambizioni sbagliate de Fabio Carpi
- 1984 : La bella Otero de José María Sánchez
- 1989 : Gioco di società de Nanni Loy
- 1990 : Donne armate de Sergio Corbucci
- 1992 : Assunta Spina de Sandro Bolchi
- 1994 : Schwarz greift ein
- 1997 : David de Robert Markowitz
- 1997 : Nessuno escluso de Massimo Spano
- 1999 : I giudici - Excellent Cadavers de Ricky Tognazzi
- 2002 : Stiamo bene insieme d’Elisabetta Lodoli et Vittorio Sindoni
- 2004 : Don Bosco, une vie pour les jeunes Don Bosco de Lodovico Gasparini
- 2004 : Rita da Cascia de Giorgio Capitani : abbesse
- 2005 : San Pietro de Giulio Base
- 2006 : Assunta Spina de Riccardo Milani
- 2006 : Nati ieri de Paolo Genovese et Luca Miniero

## Distinctions
- David di Donatello de la meilleure actrice : 1984 : Mi manda Picone
- Ruban d'argent de la meilleure actrice : 1984 : Mi manda Picone
- David di Donatello de la meilleure actrice : 1985 : Segreti segreti
- David di Donatello de la meilleure actrice dans un second rôle : 1987 : L'Enquête (L'Inchiesta)

## Discographie
- 1989: Lina Sastri
- 1990: Maruzzella
- 1992: Live on Broadway
- 1995: Tutta pe' mme
- 1996: Gilda Mignonette
- 1997: Cuore mio
- 1999: Melos
- 2000: Festa
- 2004: Concerto napoletano
- 2005: Live in Japan
- 2007: Lina Rossa
- 2008: Reginella
- 2009: Passione
- 2010: Canzoni Napoletane